# Saco studentråd
Saco studentråd är Sveriges största fackliga studentorganisation med omkring 120 000 medlemmar genom 21 fackförbund.
Saco studentråd arbetar bland annat för:
- att minska glappet mellan studier och arbetsliv[förtydliga]
- att studenter ska ha goda ekonomiska villkor
- att studenter ska ha tillgång till goda trygghetssystem både under studietiden och vid studieavbrott

Saco studentråd är aktivt i flera internationella fackliga sammanslutningar, bland annat ETUC Youth.
Ordföranden i Saco studentråd är adjungerad i den fackliga centralorganisationen Sveriges akademikers centralorganisations styrelse.

## Historia
I början av 1940-talet ansåg ett antal studenter att studentrörelsen inte ägnade sig tillräckligt mycket åt kopplingen till arbetsmarknaden. Man samlades i SYACO, Sveriges yngre akademikers centralorganisation. En av de tidigaste frågorna var frågan om studiemedel för studenterna. Många studenter finansierade sina studier med privata lån och hade ofta problem med att betala tillbaka skulderna. Redan 1946 kom den första stora framgången för organisationen, när studielån med staten som garant infördes. I samband med den här framgången såg studenterna en fördel med att enas tillsammans med de yrkesverksamma akademikerna. År 1947 gick därför SYACO och ett flertal akademikerförbund ihop och organisationen Sveriges akademikers centralorganisation (SACO) bildades. Studenterna fortsatte att ha sin egen organisation i federationen, den som i dag heter Saco studentråd.

## Ordförande
- 2025-2026 Colin Andersson, Naturvetarna
- 2024-2025 Titus Fridell, Sveriges Lärarstudenter
- 2023-2024 Titus Fridell, Sveriges Lärarstudenter
- 2022-2023 Albert Ohlin, Akavia
- 2021-2022 Albert Ohlin, Akavia
- 2020-2021 Mimmi Rönnqvist, Lärarnas riksförbund
- 2019 Mimmi Rönnqvist, Lärarnas riksförbund
- 2018 Malin Påhls Hansson, SRAT
- 2017 Malin Påhls Hansson, SRAT
- 2016 Kristin Öster, Psykologförbundet
- 2015 Kristin Öster, Psykologförbundet
- 2014 Johannes Danielsson[3], Akademikerförbundet SSR
- 2013 Johannes Danielsson[3], Akademikerförbundet SSR
- 2012 Maria Ehlin Kolk[4], Medicine Studerandes Förbund
- 2011 Lisa Gemmel, Jusek
- 2010 Lisa Gemmel, Jusek
- 2009 Stina Hamberg[5], Jusek
- 2008 Eva Cooper (tidigare Westerberg), DIK
- 2007 Eva Cooper,(tidigare Westerberg) DIK
- 2006 David Svenn, Akademikerförbundet SSR
- 2005 Ludvig Larsson , Lärarnas riksförbund
- 2003-2004 Linda Syrén, Akademikerförbundet SSR
- 2001-2002 Thomas Laurell, Naturvetareförbundet
- 2000 Leo Kant, Psykologförbundet
- 1998-1999 Laila Abdallah, DIK
- 1996-1997 Rikard Broman, DIK
- 1994-1995 Alf Brydolf-Berg, Akademikerförbundet SSR
- 1992-1993 Camilla Berzelius, Akademikerförbundet SSR
- 1990-1991 Göran Andersson, Jusek
- 1989 Patrik Versäll-Widing, Jusek
- 1987-1988 Betty Malmberg, Naturvetarna
- 1985-1986 Anna Jonsson, Jusek
- 1982-1985 Per Näsman, Sveriges universitets- och högskoleanställdas förbund
- 1981-1982 Bengt Ametz, Sveriges Läkarförbund
- 1980-1981 Anders Rådmark, Sveriges Psykologförbund
- 1980 Magnus Litzén, DIK
- 1979-1980 Margareta Falkeborn, Naturvetarna
- 1978-1979 Lennart Axelsson, Akademikerförbundet SSR
- 1978 Olle Felten, Jusek
- 1977-1978 Paul Lidehäll, Jusek
- 1976-1977 Ulf Ragnerstam, Akademikerförbundet SSR
- 1976 Peder Palmstierna, Jusek
- 1975-1976 Roland Fredéus, Naturvetarna
- 1975 Lena Hagberg, Akademikerförbundet SSR
- 1974 Anders Fastborg, Jusek
- 1971-1974 Ulf Göransson, Jusek
- 1970-1971 Ulf Hjelmqvist, Jusek
- 1970 Sture Gullberg, Lärarnas riksförbund
- 1969-1970 Sven Wallerstedt, Sveriges Läkarförbund
- 1967-1969 Gunnar Artéus, Sveriges Yngre Humanisters Förbund
- 1966 Bertil Lundgren, Sveriges Juristförbund
- 1963-1965 Uncas Serner, Sveriges Juristförbund
- 1962 Ruth Sävhagen, Läroverkslärarnas Riksförbund
- 1960-1961 Bertil Nyström, Sveriges läkarförbund
- 1959 Bo Hjern, Sveriges läkarförbund
- 1958 Ingmar Månsson, Sveriges veterinärförbund
- 1957 Bengt Enhörning, Svenska Mekanisters Riksförbund
- 1954-1956 Bertil Lindberg, Svenska Elektroingenjörers Förbund
- 1953 Thorsten Erlandsson, Sveriges Farmaceutförbund
- 1951-52 Sture Wickenberg, Svenska Väg- och vattenbyggares förbund
- 1948-50 Björn Åbjörnsson, Sveriges Agronom- och Lantbrukslärareförbund